# Hoste (đảo)

Đảo Hoste

Đảo Hoste (tiếng Tây Ban Nha: Isla Hoste) là một trong các đảo cực nam của Chile, nằm ở phía nam eo biển Beagle cách biệt với đảo Isla Grande de Tierra del Fuego, và nằm về phía tây đảo Navarino. Đảo Hoste có loài cây cực nam trên trái đất là Nothofagus antarctica. Trong Magellania, Jules Verne mô tả về một nước cộng hòa tưởng tượng trên đảo.

## Địa lý
Đảo Hoste có diện tích 4.117 km2, là đảo lớn thứ hai của quần đảo Tierra del Fuego, sau Isla Grande de Tierra del Fuego. Khu vực phía tây của đảo là một phần của vườn quốc gia Alberto de Agostini. Điểm cực nam của đảo là False Cape Horn (mũi Sừng giả) trên bán đảo Hardy. Đảo này có 5 bán đảo: Hardy, Cloué, Rous, Pasteur và Dumas.

## Lịch sử
Đảo được khám phá ra bởi đoàn thám hiểm khoa học Pháp La Romanche vào năm 1881–1882. Đảo được đặt theo tên của William Hoste, một trong những học trò cưng của Huân tước Nelson.
Tính đến năm 1894, Ngôi nhà Stirling, một ngôi nhà lắp ghép được xây dựng thay mặt cho Hiệp hội Truyền giáo Nam Mỹ, đã được lắp đặt lại ở vịnh Tekenika, trên bờ biển phía đông nam của đảo Hoste để tránh sự lạm dụng và tội ác do gây ra bởi những người thợ mỏ và bệnh tật mới đến tại Ushuaia. (Cuối cùng ngôi nhà được tuyên bố là di tích quốc gia và được chuyển đến vùng đất của Bảo tàng Nhân chủng học Martin Gusinde ở Puerto Williams).
Chính phủ Chile đã có những nỗ lực không thành công trong việc phát triển chăn nuôi gia súc trên đảo, sau đó đảo này bị bỏ hoang. Vào thế kỷ 20, một số gia đình người Yaghan sống trên đảo. Những người dân bản địa này đã biến mất sau khi tiếp xúc với các nhà thám hiểm và ngư dân. Kể từ đó, hòn đảo hầu như không có người ở. Điều tra dân số năm 1992 báo cáo có sáu người sống trong ba ngôi nhà ở khu điều tra dân số Hoste. Tuy nhiên, một số hoặc tất cả số cư dân này có thể sống trên một hoặc nhiều hòn đảo nhỏ gần đó vì thuộc cùng một khu.
Vào tháng 12 năm 1978, đảo đóng vai trò là nơi đóng quân của các tàu chiến Chile trong Chiến dịch Soberania.